# Sainte-Camelle
Sainte-Camelle – miejscowość i gmina we Francji, w regionie Oksytania, w departamencie Aude.
Według danych na rok 1990 gminę zamieszkiwały 94 osoby, a gęstość zaludnienia wynosiła 10 osób/km² (wśród 1545 gmin Langwedocji-Roussillon Sainte-Camelle plasuje się na 807. miejscu pod względem liczby ludności, natomiast pod względem powierzchni na miejscu 784.).